# گوارینو گوارینی
 گوارینو گوارینی (ایتالیایی: Guarino Guarini؛ ۷ ژانویهٔ ۱۶۲۴ – ۶ مارس ۱۶۸۳) یک دانشمند اهل ایتالیا بود.

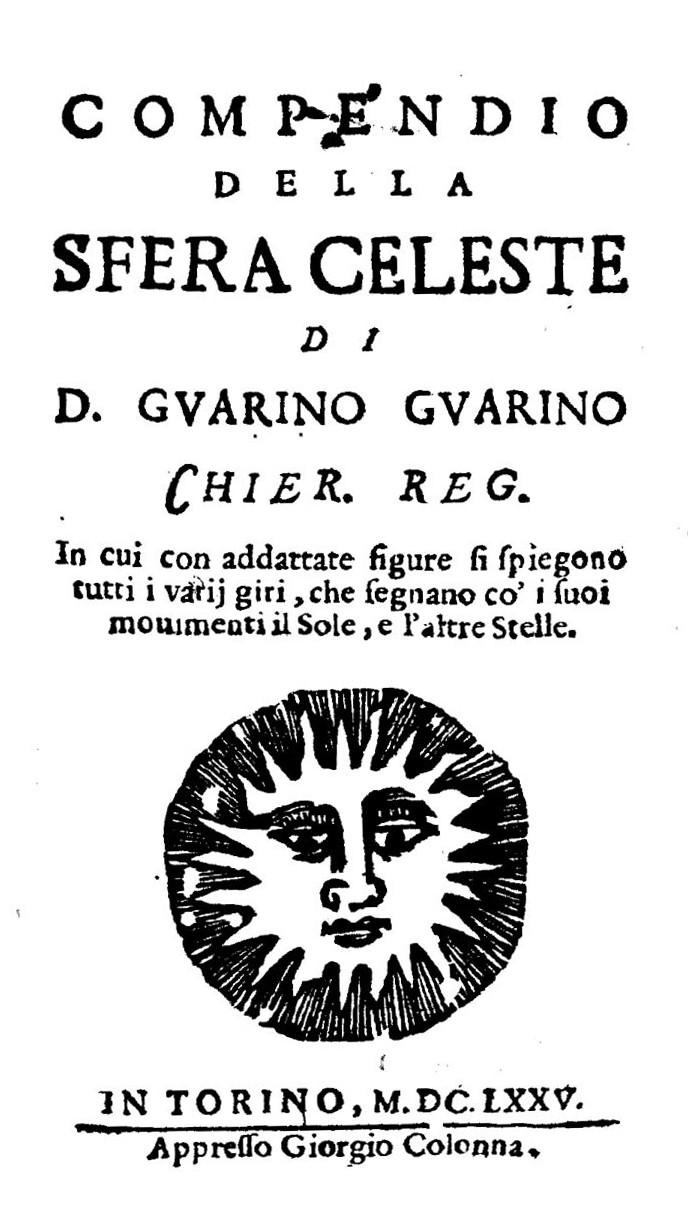
Compendio della sfera celeste, 1675